# Staatliche Hochschule für Musik und Darstellende Kunst Mannheim

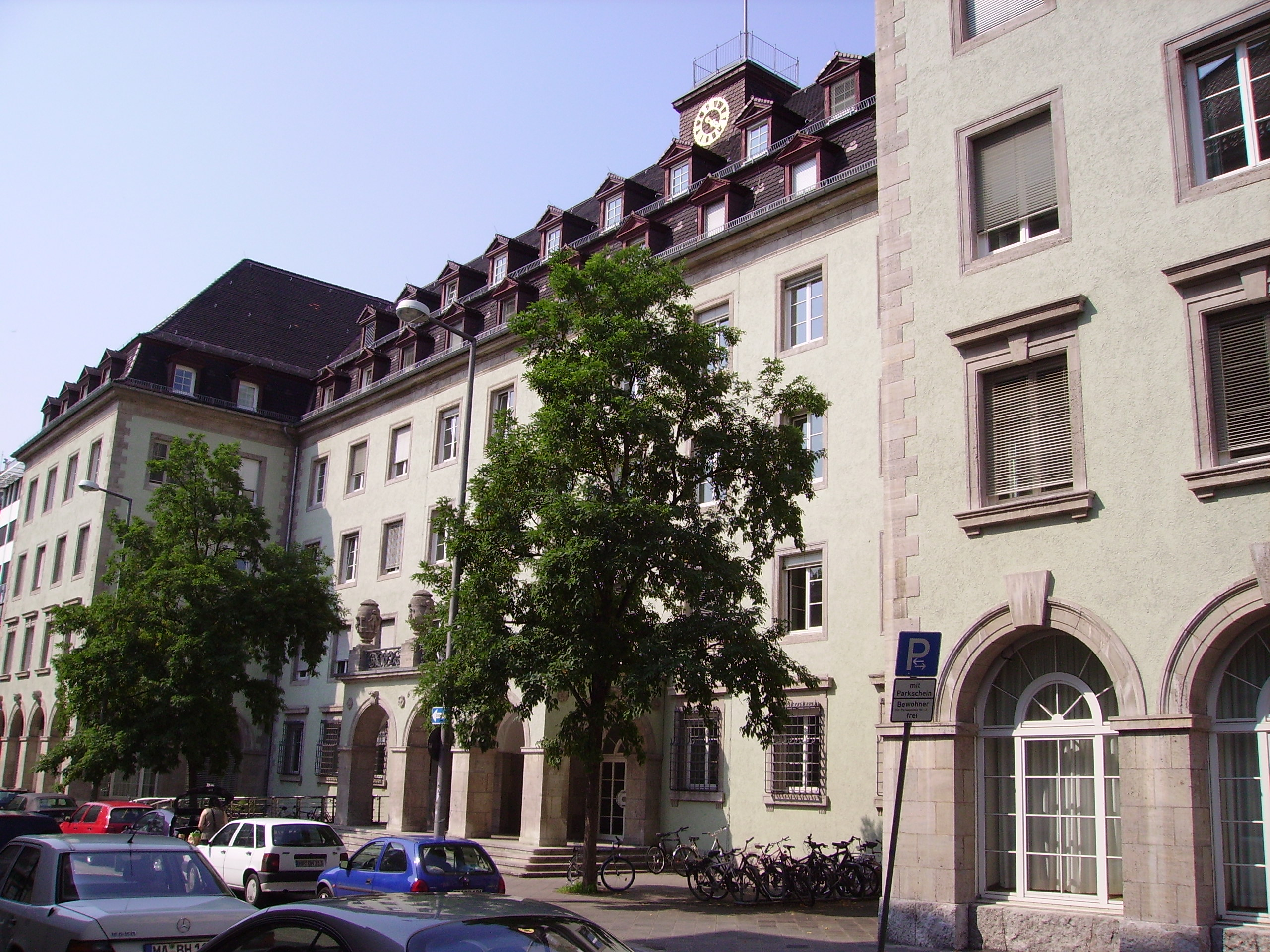
Der Altbau der Hochschule

Die Staatliche Hochschule für Musik und Darstellende Kunst Mannheim ist eine Hochschule in Mannheim.

## Geschichte
Die Hochschule versteht sich zwar als Nachfolgerin der 1762 in Mannheim gegründeten Academie de Danse und der 1776 entstandenen privaten Tonschule am Hofe Carl Theodors. Historische Zusammenhänge gibt es indes keine.
Im Jahr 1971 schlossen sich die Städtische Hochschule für Musik und Theater Mannheim und die Staatlich anerkannte Hochschule für Musik und Theater Heidelberg zur Staatlichen Hochschule für Musik Heidelberg-Mannheim zusammen, aus der die heutige Staatliche Hochschule für Musik und Darstellende Kunst Mannheim hervorging. Im Jahr 1999 wurden nach Errichtung des Neubaus alle Studienrichtungen in Mannheim konzentriert. Die Hochschule wuchs seitdem zur zweitgrößten Musikhochschule Baden-Württembergs. Sie ist die einzige Hochschule im Bundesland, welche die Ausbildung von Tänzern durchführt. Sie besitzt zudem das Promotions- und Habilitationsrecht und gründete im Jahr 2017 ein eigenes Institut für Musikforschung. 

## Studiengänge

### Grundständige Studiengänge
- Bachelor-Studiengang Musik (mit künstlerischem Schwerpunkt, mit künstlerisch-pädagogischem Schwerpunkt, mit Schwerpunkt Musikforschung/Medienpraxis)

- Bachelor Lehramt Musik an Gymnasien
- Bachelor of Music (Jazz/Popularmusik)
- Bachelor of Arts (Tanz/Tanzpädagogik)

### Master-Studiengänge
- Master-Studiengang Musik
- Master Lehramt Musik an Gymnasien
- Master of Music (Jazz/Popularmusik)
- Master of Arts (Tanz/Tanzpädagogik)

### Postgraduale Studiengänge
- Solistische Ausbildung (auch in Teilzeit)
- Zusatzstudium (auch in Teilzeit)

## Pre-College und Netzwerk AMADÉ
Im Rahmen des Pre-Colleges werden hochbegabte Schüler gezielt auf ein Studium der Musik oder des Tanzes vorbereitet.
Das 2004 gegründete Netzwerk AMADÉ ist ein Verbund der Hochschule mit den Musikschulen der Metropolregion Rhein-Neckar, sodass hochbegabte Jugendliche durch mehrere Institutionen gleichzeitig umfassender gefördert werden können. Zielsetzung ist die Verbesserung des Unterrichtsangebotes, wobei die Schüler in ihrer gewohnten Umgebung verbleiben können.

## Besonderheiten

### Landeszentrum Dirigieren
An der Hochschule wurde im Zuge eines umfassenden Profilbildungsprozesses das Landeszentrum für Dirigieren eingerichtet. Im Hauptfach können die Studierenden zwischen sechs sogenannten Dirigier-„Majors“ wählen: Dirigieren Sinfonik, Oper, Chor, Blasorchester, Jazz und verwandte Stilbereiche sowie Avantgarde. Dazu kommen ergänzende Pflicht- und Wahl-„Minors“, die nach Interesse wählbar sind.

### Orchesterakademie Rhein Neckar (OARN)
Die Orchesterakademie Rhein-Neckar (OARN) ist ein Gemeinschaftsprojekt der Hochschule mit dem Kurpfälzischen Kammerorchester, dem Nationaltheater Mannheim, der Deutschen Staatsphilharmonie Rheinland-Pfalz und dem Theater und Orchester Heidelberg. Ziel ist die Nachwuchsförderung im Bereich der Orchesterinstrumente und die Erleichterung des Übergangs vom Studium in den Beruf. Die Akademisten werden in einer gemeinschaftlichen Aufnahmeprüfung der Hochschule mit den vier Orchestern ausgewählt und an der Hochschule im Studiengang Zusatzstudium, Studienrichtung „Orchestersolist“ eingeschrieben. Dabei ist die regelmäßige Mitwirkung in den vier Orchestern verpflichtend.

### Opernstudio
2017 gründeten die Hochschule und das Pfalztheater Kaiserslautern ein gemeinsames Opernstudio. Die Hochschule bietet im Rahmen der Solistischen Ausbildung (SO Opernstudio) Gesangsstudierenden die Möglichkeit, studienbegleitend erste praktische Erfahrungen am Theater zu sammeln, sich in kleinen und mittleren Gesangspartien auszuprobieren und so ihr Repertoire zu erweitern. Jeweils vier Studierende der Hochschule können an diesem Programm teilnehmen. Jährlich kommt eine Eigenproduktion der Studierenden auf der Studiobühne des Pfalztheaters zur Aufführung. Die Ausbildung am Opernstudio wird durch Unterricht an der Hochschule ergänzt.

## Bibliothek
Die Bibliothek umfasst rund 20.000 Bücher, 53.000 Notenbände, 12.500 Tonträger, 4300 lizenzierte E-Zeitschriften und 30.000 E-Books.

## Bekannte Lehrende
→ siehe: Hochschullehrer der Hochschule für Musik und Darstellende Kunst Mannheim